# Bonac-Irazein

Bonac-Irazein este o comună în departamentul Ariège din sudul Franței. În 1 ianuarie 2022 avea o populație de 125 de locuitori.